# Coral Springs Open Invitational
O Coral Springs Open Invitational foi um torneio masculino de golfe no PGA Tour disputado no Coral Springs Country Club (atualmente conhecido como Country Club of Coral Springs), em Coral Springs, no estado norte-americano da Flórida. Disputado apenas uma vez, em 1970, Bill Garrett, que nunca havia terminado melhor do que a sétima posição em cinco anos anteriores de trajetória no Tour, vence por uma tacada à frente do jogador de golfe norte-americano Bob Murphy.

## Campeão
- 1970 Bill Garrett